# Бобнар, Татьяна
Татьяна Бобнар (словен. Tatjana Bobnar; род. 13 июня 1969 или 1969, Любляна) — словенская юристка и государственный деятель. Советник президента Словении по безопасности человека с 2023 года. В прошлом — министр внутренних дел Словении (2022), генеральный директор словенской полиции (2018—2020), первая женщина на этой должности.

## Биография
Родилась 13 июня 1969 года в Любляне в Югославии (СФРЮ).
Окончила Школу языковых и социальных наук в Любляне. До 1993 года изучала право в Люблянском университете, получила степень в области криминологии и уголовного права.
В 2004 году получила степень магистра права на том же факультете, защитив диссертацию на тему «Сексуальное насилие над детьми в семье: криминологические и уголовно-правовые аспекты». С 1993 по 2019 год посещала многочисленные профессиональные тренинги и семинары как по теме уголовных расследований, жестокого обращения с детьми, так и по вопросам руководства полицией.
С 1993 по 1996 год работала в полицейском управлении Любляны в качестве следователя по уголовным делам в отделе по делам несовершеннолетних. В 1996—2002 годах возглавляла оперативную группу полиции. С 2002 по 2007 г. работала в полицейском управлении Любляны начальником службы оперативной поддержки, позже стала помощником директора службы. Служила также заместителем директора Управления криминальной полиции. С 2009 по 2018 год — помощник генерального директора полиции Словении.
Член партии Движение «Свобода».
В 2018 году премьер-министр Марьян Шарец назначил её генеральным директором Национальной полиции Словении. Стала первой женщиной на этой должности. Освобождена от должности в марте 2020 года после того, как должность премьер-министра занял Янез Янша.
1 июня 2022 года заняла пост министра внутренних дел в правительстве Словении под руководством премьер-министра Роберта Голоба, сменив Алеша Хойса. Исполняла обязанности до 14 декабря. Роль главы Министерства временно после её отставки была поручена министру государственного управления республики Сане Аянович-Ховник.
В 2023 году назначена на должность советника по безопасности человека в администрации президента республики Наташи Пирц-Мусар.